# Dunö
Dunö är en tätort i Kalmar kommun i Kalmar län, Hossmo socken.

## Befolkningsutveckling
| Befolkningsutvecklingen i Dunö 1990–2020 | Befolkningsutvecklingen i Dunö 1990–2020 | Befolkningsutvecklingen i Dunö 1990–2020 | Befolkningsutvecklingen i Dunö 1990–2020 | Befolkningsutvecklingen i Dunö 1990–2020 |
| ---------------------------------------- | ---------------------------------------- | ---------------------------------------- | ---------------------------------------- | ---------------------------------------- |
|                                          |                                          |                                          |                                          |                                          |
| År                                       |                                          |                                          | Folkmängd                                | Areal (ha)                               |
| 1990                                     | 1990                                     |                                          | 273                                      | 46#                                      |
| 1995                                     | 1995                                     |                                          | 319                                      | 50                                       |
| 2000                                     | 2000                                     |                                          | 340                                      | 50                                       |
| 2005                                     | 2005                                     |                                          | 384                                      | 50                                       |
| 2010                                     | 2010                                     |                                          | 384                                      | 50                                       |
| 2015                                     | 2015                                     |                                          | 419                                      | 59                                       |
| 2020                                     | 2020                                     |                                          | 435                                      | 60                                       |
| Anm.: Ny tätort 1995 # Som småort.       |                                          |                                          |                                          |                                          |